# Shri Mataji Nirmala Devi
Shri Mataji Nirmala Devi, (Nagpur, 21 de março de 1923 – Gênova, 23 de fevereiro de 2011) foi a fundadora da Sahaja Yoga, foi uma personalidade espiritual única, que revolucionou o Ioga, ao oferecer, pela primeira vez na história da humanidade, o despertar da energia divina Kundalini ao grande público. Dedicou sua vida à causa da paz do mundo, mas lembrava sempre que esta paz tem que ser obtida antes no interior de cada indivíduo.

## Biografia
Desde criança, Shri Mataji foi reconhecida como um ser muito especial. O Mahatma Gandhi convidou-a a viver em seu ashram em Wardha, quando ela tinha menos de 10 anos de idade, e consultava a pequena menina sobre questões espirituais. Já na adolescência, Shri Mataji lutou ao lado de Gandhi pela independência da Índia, foi presa e torturada, mas jamais se queixou disso. A partir de 1970, Shri Mataji dedicou-se integralmente à divulgação da Sahaja Yoga por todo o mundo. Homenageada em vários países, amada pelas pessoas que encontram saúde, paz e alegria na prática da meditação segundo o método por ela prescrito, Shri Mataji era chamada na Índia e em muitos outros países de Mãe Divina.
Como reconhecimento pelo seu trabalho, Shri Mataji recebeu inúmeras distinções, dentre as quais: a Medalha da Paz das Organização das Nações Unidas, o prêmio Plêiade para a Paz (Itália), a Medalha de Ouro para a Paz, conferida pelo Ecoforum (Bulgária). Foi eleita como Membro Honorário da Academia Petrowskaja de Ciências e Artes de São Petersburgo.

## Sahaja Yoga
A Sahaja Yoga é um método para obter a auto-realização. Ela realiza, espontaneamente, a união interior da nossa consciência com o nosso Ser Interior, que é a dimensão Divina dentro de cada um de nós. A Sahaja Yoga atua no sistema sutil dentro do sistema nervoso central. Esse sistema interior registra a totalidade da experiência humana. É a integração das atividades físicas, emocionais, mentais e espirituais. A Sahaja Yoga tem como principal foco as vibrações, vale dizer, a energia espiritual primordial que controla o estado de movimento de cada célula viva. Aprende-se como absorver essas vibrações e entender o que elas significam. Essas vibrações são conhecidas como o vento do Espírito Santo e são chamadas de Chaitanya, em sânscrito. A Sahaja Yoga começa com um acontecimento catalisador: o "despertar" de um poder espiritual adormecido e enrolado em nosso osso sacro, o qual se localiza na base da medula espinhal. Esse poder adormecido é chamado de Kundalini, em sânscrito. A função da Kundalini é conceder-nos essa consciência maior do Ser Interior e manter o nosso sistema limpo e em perfeito funcionamento.
Segundo seus seguidores: "sua natureza é de uma mãe ideal e nós somos as suas únicas crianças, sendo que Ela nos ama incondicionalmente"; "Cuida de nós 24 horas por dia"; "É gentil, sutil e sensível"; "Além disso, ela é infalível na sua eficiência".